# W乳れ〜しょん
『W乳れ～しょん』(だぶる・ちちれーしょん、W titillation)は、にしまきとおるによる成人向け漫画作品。

## 概要
前作『Dear My Mother』の完結前に同作を連載した『アクションピザッツ』編集部から次回作の打診を受けたにしまきは、諸般の事情で未完となった『W-incest』の続編を構想していたが、「incest」というタイトルに難色を示されたため、「外国人の母親とハーフの美少女との親子丼もの」としてリブートする形となった。
『アクションピザッツ』2014年11月号より隔月連載という形で連載が開始され2018年10月号をもって完結。全30話（本編25話、番外編5話）。

## ストーリー
映画監督を夢見る大学生・榊優馬は、ファッションモデルの百合花・マリエールと交際真っ只中。
ある日のデート終わり、別れ際に百合花が「最後にもう1つだけ付き合ってほしいところがある」とせがんできた。そして、辿り着いた先はモデル仲間が所有するという高級マンション。優馬が状況がイマイチ理解できず、その真相を百合花に問いただす。すると、百合花の口から「今晩、私の処女をもらってほしい」という言葉が返ってきた。

## 登場人物
榊 優馬（さかき ゆうま）
本作の主人公。映画監督を夢見る男子大学生。通称：ユウ。
誰に対しても優しい好青年。かなりの博学。
美咲 百合花（みさき ゆりか）
本作のヒロイン。並外れたグラマラスボディを持つ金髪碧眼のハーフ美女。
以前より幼馴染のユウと交際中。。現在、百合花・マリエール（ゆりか・マリエール）という芸名の下、モデル・グラビアアイドルとして売り出し中。
エマニュエル・マリエール・美咲（エマニュエル・マリエール・みさき）
百合花の母親。娘以上のグラマーなフランス美人。愛称：エマ。

## 書誌情報
本作の単行本は出版社の意向で通し番号を付けず、巻ごとにタイトルを付け直して発売されている。
1. 『TEEN XXX』エンジェル出版（2016年7月16日発売） [4]ISBN 9784873067162
2. 『SUPERBOOBS -超乳-』 エンジェル出版（2018年3月17日発売）ISBN 978-4873068015
3. 『W titillation』エンジェル出版（2019年11月14日発売）ISBN 978-4873068831